# Lasiocala ohausi
Lasiocala ohausi är en skalbaggsart som beskrevs av Bates 1904. Lasiocala ohausi ingår i släktet Lasiocala och familjen Rutelidae. Inga underarter finns listade i Catalogue of Life.